# Morimopsis dalihodi
Morimopsis dalihodi är en skalbaggsart som beskrevs av Holzschuh 2003. Morimopsis dalihodi ingår i släktet Morimopsis och familjen långhorningar.
Artens utbredningsområde är Nepal. Inga underarter finns listade i Catalogue of Life.